# Celleporella tehuelcha
Celleporella tehuelcha is een mosdiertjessoort uit de familie van de Hippothoidae. De wetenschappelijke naam van de soort is voor het eerst geldig gepubliceerd in 1985 door Lopez Gappa.